# أنيكا فون هوسولف
أنيكا فون هوسولف (بالسويدية: Annika von Hausswolff)‏ ، من مواليد 30 مارس 1967، هي فنانة بصرية سويدية. درست في مدرسة سفين وينكويز للتصوير الفوتوغرافي في جوتنبرج بالسويد من 1987 إلى 1989؛ وفي الكلية الجامعية للفنون والحرف والتصميم، ستوكهولم 1991-1994 والأكاديمية الملكية السويدية للفنون الجميلة 1995-1996  حصلت على منحة لمدة عشر سنوات من لجنة المنح السويدية للفنون في عام 2002. لديها عروض منفردة في متحف ستاتنز في كونست، كوبنهاغن، الدنمارك؛ متحف كونستهيلين بوهوسلن، أوديفالا، السويد ؛ نوركوبينغز كونستميوزيم، نوركوبينج، السويد؛ ومركز البلطيق للفنون، فيسبي، السويد. حصلت على عرض فردي في بينالي فينيسيا في عام 1999.